# Ronde van Frankrijk 2017/Vijfde etappe
De vijfde etappe van de Ronde van Frankrijk 2017 werd verreden op woensdag 5 juli 2017 van Vittel naar Planche des Belles Filles. 

## Parcours
Het was een heuvelachtig parcours van 160,5 km met aankomst bergop. De start lag in Vittel. Vanaf daar werd eerst een gedeelte door de Haute-Saône gereden, waarna het peloton de Vogezen in trok. Hier waren twee beklimmingen: de Côte d'Esmoulières van de derde categorie en de Planche des Belles Filles van de eerste categorie waar op de top ook de finish lag. In Faucogney was een tussensprint.

## Verloop
Na de start ontsnapte er een groep van acht renners: Dylan van Baarle, Jan Bakelants, Edvald Boasson Hagen, Thomas De Gendt, Mickaël Delage, de jarige Philippe Gilbert, Pierre-Luc Périchon en Thomas Voeckler. Tsgabu Grmay probeerde de sprong te maken van het peloton naar de groep leiders, maar werd terug ingelopen. De kopgroep kreeg snel een voorsprong van 3'30", die daarna langzaam weer terugliep doordat BMC Racing Team (de ploeg van Richie Porte) begon te jagen.
Tijdens de beklimming van Côte d'Esmoulières zette Voeckler aan in de kopgroep, waardoor eerst Delage, daarna De Gendt afvielen. Bakelants viel kort voor de top aan en pakte de twee punten voor de bolletjestrui. Hij bleef nog enige tijd solo doorrijden, maar werd toch door de andere vijf rijders bijgehaald.
Al voor het officiële begin van de slotklim was het Gilbert die aanviel, alleen Bakelants kon volgen. Achter hen joeg Michal Kwiatkowski het peloton aan in dienst van Team Sky, waardoor vele rijders moesten achterblijven. Nadat Gilbert en Bakelants waren bijgehaald, en het peloton tot 40 man was uitgedund, name Mikel Nieve het kopwerk van hem over. Fabio Aru ontsnapte later uit de groep. Nadat Chris Froome zelf aanging konden nog maar weinigen volgen. Uiteindelijk bleef hij met slechts Richie Porte, Daniel Martin en Romain Bardet over, hoewel Alberto Contador en Simon Yates alsnog konden terugkomen. Tegen Aru kon echter ook hij niet op, en Aru won de etappe met zestien seconden voorsprong op Martin, en twintig op Froome en Porte. Froome nam hierdoor de gele trui over van zijn ploeggenoot Geraint Thomas terwijl Aru naar de derde plaats klom in het algemeen klassement.

### Tussensprint
| Tussensprint Faucogney na 102,5 km |                      |        |
| Plaats                             | Naam                 | Punten |
| Winnaar                            | Edvald Boasson Hagen | 20     |
| 2                                  | Philippe Gilbert     | 17     |
| 3                                  | Thomas De Gendt      | 15     |
| 4                                  | Mickaël Delage       | 13     |
| 5                                  | Jan Bakelants        | 11     |
| 6                                  | Pierre-Luc Périchon  | 10     |
| 7                                  | Dylan van Baarle     | 9      |
| 8                                  | Thomas Voeckler      | 8      |
| 9                                  | Michael Matthews     | 7      |
| 10                                 | Marcel Kittel        | 6      |
| 11                                 | Alexander Kristoff   | 5      |
| 12                                 | Rick Zabel           | 4      |
| 13                                 | Arnaud Démare        | 3      |
| 14                                 | Sonny Colbrelli      | 2      |
| 15                                 | Ben Swift            | 1      |

### Bergsprints
| Beklimming Côte d'Esmoulières na 107,5 km | Beklimming Côte d'Esmoulières na 107,5 km | Beklimming Côte d'Esmoulières na 107,5 km | 3e cat. 2,3 km à 8 % | 3e cat. 2,3 km à 8 % |
| Plaats                                    | Naam                                      | Naam                                      | Punten               |                      |
| Winnaar                                   | Jan Bakelants                             | Jan Bakelants                             | 2                    |                      |
| 2                                         | Pierre-Luc Périchon                       | Pierre-Luc Périchon                       | 1                    |                      |

| Beklimming Planche des Belles Filles na 160,5 km | Beklimming Planche des Belles Filles na 160,5 km | Beklimming Planche des Belles Filles na 160,5 km | 1e cat. 5,9 km à 8,5 % | 1e cat. 5,9 km à 8,5 % |
| Plaats                                           | Naam                                             | Naam                                             | Punten                 |                        |
| Winnaar                                          | Fabio Aru                                        | Fabio Aru                                        | 10                     |                        |
| 2                                                | Daniel Martin                                    | Daniel Martin                                    | 8                      |                        |
| 3                                                | Chris Froome                                     | Chris Froome                                     | 6                      |                        |
| 4                                                | Richie Porte                                     | Richie Porte                                     | 4                      |                        |
| 5                                                | Romain Bardet                                    | Romain Bardet                                    | 2                      |                        |
| 6                                                | Simon Yates                                      | Simon Yates                                      | 1                      |                        |

## Uitslagen
| Rituitslag Vittel - Planche des Belles Filles (160,5 km) |                  |                     |          |
| Plaats                                                   | Naam             | Ploeg               | Tijd     |
| Winnaar                                                  | Fabio Aru        | Astana Pro Team     | 3u44'06" |
| 2                                                        | Daniel Martin    | Quick-Step Floors   | + 16"    |
| 3                                                        | Chris Froome     | Team Sky            | + 20"    |
| 4                                                        | Richie Porte     | BMC Racing Team     | z.t.     |
| 5                                                        | Romain Bardet    | AG2R La Mondiale    | + 24"    |
| 6                                                        | Simon Yates      | Orica-Scott         | + 26"    |
| 7                                                        | Rigoberto Urán   | Cannondale-Drapac   | z.t.     |
| 8                                                        | Alberto Contador | Trek-Segafredo      | z.t.     |
| 9                                                        | Nairo Quintana   | Movistar Team       | + 34"    |
| 10                                                       | Geraint Thomas   | Team Sky            | + 40"    |
| 11                                                       | Louis Meintjes   | UAE Team Emirates   | z.t.     |
| 12                                                       | Rafał Majka      | BORA-hansgrohe      | z.t.     |
| 13                                                       | Nicolas Roche    | BMC Racing Team     | + 1'05"  |
| 14                                                       | George Bennett   | Team LottoNL-Jumbo  | + 1'07"  |
| 15                                                       | Mikel Landa      | Team Sky            | z.t.     |
| 16                                                       | Jakob Fuglsang   | Astana Pro Team     | z.t.     |
| 17                                                       | Pierre Latour    | AG2R La Mondiale    | + 1'10"  |
| 18                                                       | Serge Pauwels    | Team Dimension Data | z.t.     |
| 19                                                       | Guillaume Martin | Wanty-Groupe Gobert | + 1'13"  |
| 20                                                       | Damiano Caruso   | BMC Racing Team     | z.t.     |
|                                                          |                  |                     |          |
| 25                                                       | Laurens ten Dam  | Team Sunweb         | + 1'39"  |

| Strijdlustigste renner |                  |                   |
|                        | Naam             | Ploeg             |
|                        | Philippe Gilbert | Quick-Step Floors |

## Klassementen
| Algemeen Klassement |                    |                     |           |
| Plaats              | Naam               | Ploeg               | Tijd      |
| Gele trui           | Chris Froome       | Team Sky            | 18u38'59" |
| 2                   | Geraint Thomas     | Team Sky            | + 12"     |
| 3                   | Fabio Aru          | Astana Pro Team     | + 14"     |
| 4                   | Daniel Martin      | Quick-Step Floors   | + 25"     |
| 5                   | Richie Porte       | BMC Racing Team     | + 39"     |
| 6                   | Simon Yates        | Orica-Scott         | + 43"     |
| 7                   | Romain Bardet      | AG2R La Mondiale    | + 47"     |
| 8                   | Alberto Contador   | Trek-Segafredo      | + 52"     |
| 9                   | Nairo Quintana     | Movistar Team       | + 54"     |
| 10                  | Rafał Majka        | BORA-hansgrohe      | + 1'01"   |
| 11                  | Rigoberto Urán     | Cannondale-Drapac   | z.t.      |
| 12                  | Pierre Latour      | AG2R La Mondiale    | + 1'07"   |
| 13                  | Louis Meintjes     | UAE Team Emirates   | + 1'24"   |
| 14                  | Emanuel Buchmann   | BORA-hansgrohe      | + 1'29"   |
| 15                  | Jakob Fuglsang     | Astana Pro Team     | + 1'33"   |
| 16                  | Mikel Landa        | Team Sky            | + 1'47"   |
| 17                  | Tim Wellens        | Lotto Soudal        | + 1'51"   |
| 18                  | Michał Kwiatkowski | Team Sky            | + 1'56"   |
| 19                  | Serge Pauwels      | Team Dimension Data | + 2'00"   |
| 20                  | Nicolas Roche      | BMC Racing Team     | + 2'14"   |
|                     |                    |                     |           |
| 43                  | Laurens ten Dam    | Team Sunweb         | + 5'04"   |

| Ploegenklassement |                    |           |
| Plaats            | Ploeg              | Tijd      |
|                   | Team Sky           | 55u57'59" |
| 2                 | BMC Racing Team    | + 1'59"   |
| 3                 | AG2R La Mondiale   | + 3'21"   |
| 4                 | Cannondale-Drapac  | + 3'35"   |
| 5                 | Orica-Scott        | + 3'58"   |
|                   |                    |           |
| 11                | Lotto Soudal       | + 09'56"  |
| 20                | Team LottoNL-Jumbo | + 17'05"  |

### Nevenklassementen
| Puntenklassement |                          |                        |        |
| Plaats           | Naam                     | Ploeg                  | Punten |
| Groene trui      | Arnaud Démare            | FDJ                    | 127    |
| 2                | Marcel Kittel            | Quick-Step Floors      | 87     |
| 3                | Michael Matthews         | Team Sunweb            | 73     |
| 4                | André Greipel            | Lotto Soudal           | 63     |
| 5                | Alexander Kristoff       | Team Katjoesja Alpecin | 48     |
| 6                | Daniel Martin            | Quick-Step Floors      | 47     |
| 7                | Chris Froome             | Team Sky               | 41     |
| 8                | Sonny Colbrelli          | Bahrain-Merida         | 40     |
| 9                | Geraint Thomas           | Team Sky               | 38     |
| 10               | Edvald Boasson Hagen     | Team Dimension Data    | 32     |
|                  |                          |                        |        |
| 20               | Guillaume Van Keirsbulck | Wanty-Groupe Gobert    | 20     |
| 28               | Dylan Groenewegen        | Team LottoNL-Jumbo     | 16     |

| Bergklassement |                  |                        |        |
| Plaats         | Naam             | Ploeg                  | Punten |
| Bolletjestrui  | Fabio Aru        | Astana Pro Team        | 10     |
| 2              | Daniel Martin    | Quick-Step Floors      | 8      |
| 3              | Chris Froome     | Team Sky               | 6      |
| 4              | Richie Porte     | BMC Racing Team        | 4      |
| 5              | Nathan Brown     | Cannondale-Drapac      | 3      |
| 6              | Jan Bakelants    | AG2R La Mondiale       | 2      |
| 7              | Taylor Phinney   | Cannondale-Drapac      | 2      |
| 8              | Nils Politt      | Team Katjoesja Alpecin | 2      |
| 9              | Romain Bardet    | AG2R La Mondiale       | 2      |
| 10             | Lilian Calmejane | Direct Énergie         | 1      |

| Jongerenklassement |                  |                     |          |
| Plaats             | Naam             | Ploeg               | Tijd     |
| Witte trui         | Simon Yates      | Orica-Scott         | 18u39'42 |
| 2                  | Pierre Latour    | AG2R La Mondiale    | + 24"    |
| 3                  | Louis Meintjes   | UAE Team Emirates   | + 41"    |
| 4                  | Emanuel Buchmann | BORA-hansgrohe      | + 46"    |
| 5                  | Guillaume Martin | Wanty-Groupe Gobert | + 1'44"  |
| 6                  | Tiesj Benoot     | Lotto Soudal        | + 1'47"  |
|                    |                  |                     |          |
| 12                 | Mike Teunissen   | Team Sunweb         | + 12'27" |

## Uitvaller
- Mark Cavendish, niet gestart vanwege schouderbreuk in de vierde etappe